# 安東·寇班
安東·約翰尼斯·葛瑞特·寇班·范·威倫斯沃德（荷蘭語：Anton Johannes Gerrit Corbijn van Willenswaard，荷蘭語發音：[ˈɑntɔŋ kɔrˈbɛi̯n]，1955年5月20日—）或簡稱安東·寇班（荷蘭語：Anton Corbijn），是一位荷蘭男攝影師和導演，他也是流行尖端和U2樂團背後的視覺創意總監。

## 作品列表
| 年份 | 標題                     | 職位       | 附註       |
| ---- | ------------------------ | ---------- | ---------- |
| 1993 | 《信仰》                 | 導演       | 音樂紀錄片 |
| 1994 | Some Yoyo Stuff          | 導演       |            |
| 2002 | 《芭黎絲的一夜》         | 導演       | 音樂紀錄片 |
| 2007 | 《控制》                 | 導演，監製 |            |
| 2009 | 《線性》                 | 導演，故事 |            |
| 2010 | 《完美狙擊》             | 導演       |            |
| 2014 | 《諜報風雲》             | 導演       |            |
| 2014 | 《流行尖端住在柏林》     | 導演       | 音樂紀錄片 |
| 2015 | 《叛逆年代》             | 導演       |            |
| 2019 | 《赶时髦乐队：森林之魂》 | 導演       | 音樂紀錄片 |

## 外部連結
- Anton Corbijn（官方網站）
- 安東·寇班在互联网电影资料库（IMDb）上的資料（英文）
- Anton Corbijn （页面存档备份，存于） - MVDbase.com
- Photo Here （页面存档备份，存于）
- Anton Corbijn （页面存档备份，存于） - GUP Magazine